# Calcio Padova
Il Calcio Padova, meglio noto come Padova, è una società calcistica italiana con sede nella città di Padova. Milita in Serie B, la seconda divisione del campionato italiano.
Il sodalizio attuale è nato il 24 luglio 2014 come Biancoscudati Padova dopo la non iscrizione ai campionati della precedente Associazione Calcio Padova fondata nel 1910, della cui tradizione calcistica cittadina si fa portatore.
Fra i migliori risultati della formazione veneta figurano il terzo posto nel campionato di Serie A 1957-1958, la finale di Coppa Italia 1966-1967, la vittoria della Coppa Italia Semiprofessionisti 1979-1980 e della Coppa Italia Serie C 2021-2022 oltreché le finali di Coppa Rappan 1962-1963 e della Coppa Anglo-Italiana 1983; in ambito giovanile, il successo nel Campionato Primavera 1965-1966 riservato ai cadetti. Occupa il 22º posto nella tradizione sportiva dei club che hanno giocato in A e il 29º posto nella classifica perpetua, vantando 16 presenze nella massima serie italiana da quando esiste il girone unico, l'ultima nel 1996.
La classica maglia della formazione padovana è bianca con dettagli rossi; sul petto reca lo scudo cittadino, una croce rossa su sfondo bianco, da cui il soprannome di biancoscudati dei suoi giocatori.

## Storia

### Dagli albori al secondo dopoguerra
(Primo articolo dell'atto costitutivo del Padova, approvato il 29 gennaio 1910 dall'Assemblea dei soci tenutasi nella sede della Rari Nantes Patavium in Piazzetta del Teatro Garibaldi, 3)

Formazione del Padova annata 1910-1911. Con il numero 8, il fondatore e presidente della squadra Giorgio Treves de'Bonfili.

L'Associazione Calcio Padova viene fondata il 29 gennaio 1910 nella sede della Rari Nantes Patavium, nell'odierna Piazzetta della Garzeria, scegliendo subito il bianco e il rosso come propri colori sociali, nonché colori della città di Padova come detto nell'articolo 4 dell'atto costitutivo. Dopo l'approvazione dello Statuto, i cinquanta soci eleggono il direttivo: presidente fu nominato il barone Giorgio Treves de' Bonfili e come vicepresidente il marchese Giuseppe Corradi. Il 20 febbraio successivo, a nemmeno un mese dalla nascita, la formazione biancoscudata fece il suo esordio in amichevole contro l'Hellas con un pareggio a reti bianche sul campo "Giovan Battista Belzoni", l'odierno Walter Petron. La prima rete fu segnata nell'incontro contro il Vicenza il 6 marzo seguente, con l'autorete di Vallesella nella sconfitta per 3-1. La prima vittoria arrivò il 22 maggio, battendo per 2-1 i cugini berici nell'ambito della Coppa Esposizione, manifestazione organizzata nell'ambito della fiera di Pontevigodarzere.
Nella stagione successiva, la società rimane inattiva a causa dell'antagonismo del Petrarca del padre gesuita Giulio Roi che riesce ad accasarsi molti giocatori biancoscudati a seguito delle difficoltà iniziali del Calcio Padova, che riprende la sua attività il 25 novembre 1912. La stagione seguente vede l'arrivo di trena nuovi soci che rifondano la società nominando Gastone Rossi nuovo presidente e Mario Malagoli come vicepresidente. Partecipa al campionato di Promozione insieme al Petrarca e all'Udinese raccogliendo un solo punto. Nella stagione 1913-1914 viene eletto come nuovo presidente Giuseppe Valenzini gettando le basi per il passaggio nei campionati Nazionali vincendo prima il Girone Veneto del campionato di Promozione contro l'Hellas per un totale di 4-3 e poi ha la meglio nella finale Veneto-Emiliana contro l'Audax Modena per un totale di 10-1. La stagione successiva vede la nomina di nuovo presidente ad Eugenio Vianello e per la prima volta il Padova in Prima Categoria venendo inserito nel Girone F che si conclude conclude con un dignitoso quarto posto alle spalle del Vicenza, Hellas e Venezia. Il Padova si appresta anche ad inaugurare il nuovo il nuovo Campo Comunale, poi intitolato all'ex giocatore Giovanni Monti ma lo scoppio della Prima Guerra Mondiale sospende tutti i campionati. Il 20 ottobre 1915 perde la vita sul Carso il giovane volontario ed attaccante biancoscudato Silvio Appiani, autore di 18 reti in 14 partite nel campionato appena concluso. Negli anni successivi, complice la guerra, i biancoscudati si limiteranno a gare amichevole e nel 1916 partecipano alla Coppa Federale Veneta che vede le vittorie su Treviso e Petrarca nella fase a gironi qualificandosi per la doppia finale contro l' che viene sconfitto per un totale di 8-4 diventando campioni regionali.

La formazione biancoscudata, vincitrice del Girone C della Lega Nord nel campionato di Prima Divisione 1922-1923

Nell'immediato primo dopoguerra venne nominato Raimondo Flores nuovo presidente e con l'elvetico Ernesto Peyer alla guida, nella stagione 1919-1920 i biancoscudati vincono la Sezione Veneta qualificandosi alle Semifinali Nazionali dove arriva ultima nel Gruppo B. In questa stagione disputa una gara come difensore anche il capitano dei bersaglieri Rino Corso Fougier che volava nella 87ª Squadriglia Aeroplani. Nella stagione successiva il copione resta uguale arrivando prima seconda nel Girone B della Sezione Veneta e poi vincendo il Girone Finale accedendo alle Semifinali Nazionali dove conclude terza nel Girone C. Il Padova diventò così una delle migliori e temibili squadre della regione. Nel 1921-22 fu tra le secessioniste che si staccarono dalla FIGC fondando una federazione e un campionato indipendenti (CCI): il Padova concluse al 5º posto nel girone B di Prima Divisione CCI, qualificandosi senza problemi al torneo successivo di massima serie nonostante la riconciliazione tra FIGC e secessioniste e conseguente riduzione dei quadri. Nella stagione 1922-23 arrivò sulla panchina biancoscudata l'inglese Herbert Burgess che riuscì a portare la vittoria del Girone C della Lega Nord di Prima Divisione con 32 punti a pari merito con l'Alessandria e qualificandosi per le Finali di Lega dove arrivò ultimo alle spalle di Genoa e Pro Vercelli, vincitrici degli altri due girone della Lega Nord, mentre Feliciano Monti esordì nel marzo 1923 con la Nazionale Italiana diventando il primo giocatore del Padova a vestire la maglia azzurra. Nella stagione 1923-24, il Padova conferma le ottime annate precedenti chiudendo il Girone A di Lega Nord al secondo posto alle spalle del solo Genoa, successivamente campione d'Italia. La stagione successiva si apre con il debutto sul nuovo Stadio Silvio Appiani, intitolato all'ex attaccante biancoscudato, il 12 ottobre 1924 con la vittoria per 6-1 sull'Andrea Doria, con il campionato che si concluse con un quarto posto nel Girone B, con le affermazioni degli attaccanti Antonio Busini e Giovanni Vecchina con quindici gol a testa per quelli che sono ancora oggi rispettivamente il terzo ed il primo marcatore della storia del Padova. Le stagioni seguenti si confermarono su un buon livello riuscendo sempre a rimanere nella massima serie così come nella stagione 1928-1929 conquistando l'ottavo posto, l'ultimo valido per partecipare al primo campionato di Serie A a girone unico. La prima stagione in Serie A, l'unica sotto la presidenza di Federico Bevilacqua, si rivelò però infausta chiudendo il campionato in penultima posizione, retrocedendo nonostante le diciassette reti di Vecchina prossimo alla cessione alla Juventus. Al termine della prima stagione in in Serie B, che vide diventare presidente l'ingegner Ferruccio Hellmann, perse la vita l'ex centravanti Giovanni Monti, secondo attaccante più prolifico nella storia della squadra con 58 reti, precipitando con un idrovolante nel Lago di Garda il 2 agosto 1931, solo un anno dopo il ritiro dal calcio giocato.
La stagione 1931-1932 vede l'addio di Gastone Prendato per la Fiorentina ma Hellmann riesce a disposizione dell'ungherese Lajos Kovács i giovani Annibale Frossi ed Alfredo Foni (poi Campione Olimpico 1936 da capitano) mentre per l'attacco viene comprato Mario Perazzolo, con quest'ultimi due che diventeranno Campioni del Mondo 1938. Questi tre nuovi innesti contribuiscono al seconda posto in Serie B che vale la promozione, dove la squadra resterà per altre due stagioni. Dopo una breve parentesi in Serie C, nel 1937 il Padova riconquista la serie cadetta contemporaneamente all'arrivo alla presidenza di Bruno Pollazzi. Diventa presidente nell'estate del 1937 e la squadra ottiene un ottimo quarto posto a soli 3 punti dalla vetta.

Benito Sarti da bambino, Adone Stellin, Enzo Romano, Pietro Sforzin.

Nell'estate successiva giunge in biancoscudato Gino Cappello, attaccante diciottenne poi al Bologna, che si presenta alla prima stagione segnando dieci gol mentre al suo secondo campionato con i biancoscudati metterà in rete 29 gol in 28 partite. Nel campionato di Serie B 1940-1941, concluso col quinto posto, viene ingaggiato Nereo Rocco, mezzala ventottenne che ha già vestito la maglia della nazionale e quella di club importanti come Triestina e Napoli e in seguito allenatore sempre del Padova.
Dopo la guerra la squadra sfiora la promozione in massima serie nella stagione 1946-1947, concludendo al secondo posto nel girone B dei cadetti alle spalle della Lucchese, e centra l'obiettivo l'anno seguente, arrivando al primo posto al termine del campionato. In quella stagione i due centravanti Adcock e Giancarlo Vitali (rispettivamente 17 e 18 centri) guidano un attacco che chiude con un bottino di 71 reti. La prima stagione in serie A si conclude con un buon dodicesimo posto finale; degno di nota è il pareggio per 4-4 in casa contro il Grande Torino, due mesi prima della tragedia di Superga. Anche la stagione successiva, alla guida del tecnico ungherese Béla Guttmann e poi di Pietro Serantoni, il Padova si salva senza affanni concludendo il campionato a metà classifica.

### Anni 1950
Nell'estate del 1951 la dirigenza si sforza di modificare profondamente i connotati della squadra e a novembre, sotto la spinta di una classifica preoccupante, si corre ancora ai ripari ingaggiando il norvegese Knut Andersen. Ciononostante, la squadra alla fine retrocede.
Nel campionato 1953-1954 la squadra stenta e il presidente Pollazzi decide di sostituire il tecnico Rava con un allenatore che è appena stato esonerato dalla Triestina e sta meditando di lasciare il calcio per dedicarsi all'azienda di famiglia. È Nereo Rocco, che traghetta i biancoscudati verso la salvezza. Il paròn viene riconfermato anche per la stagione successiva, che vede il dominio del Lanerossi Vicenza, ma il Padova lotta alla grande e nell'ultimo turno supera il Legnano e conquista col secondo posto un'insperata promozione. La città è in festa; Rocco ha ottenuto il meglio dai suoi e ha riportato il Padova in Serie A.

#### L'era delparòn

Charles Adcock con la maglia del Padova.

Nel 1955-1956, dopo un avvio disastroso (1-2 dalla Lazio all'Appiani, 0-1 dalla Fiorentina in trasferta e un pesante 1-5 dal Milan ancora in casa), il Padova si afferma come la sorpresa del torneo. È iniziata la cosiddetta "era Rocco". La squadra punta le proprie possibilità su un dispositivo difensivo potenziato: una casa solida, ama dire il tecnico triestino, comincia dalle fondamenta. Il suo catenaccio diventa una vera filosofia calcistica, capace di influenzare tutto il calcio italiano, e la piccola provinciale biancoscudata si piazza addirittura ottava. Nel campionato 1956-1957 la squadra ottiene la salvezza, terminando il torneo all'undicesimo posto, ma il vero exploit è quello del torneo 1957-1958, chiuso dai patavini al terzo posto della graduatoria – miglior risultato di sempre in massima divisione – grazie a una formazione composta da Pin, Blason, Scagnellato, Pison, Azzini, Moro, Hamrin, Rosa, Brighenti, Mari (talvolta sostituito da Chiumento) e Boscolo. Nel corso della stagione lo stadio Appiani è un fortino quasi inespugnabile: cadono, tra le altre, Fiorentina, Milan, Napoli, Roma, Lazio, Torino e Bologna, per un totale di 13 vittorie a fronte di una sola sconfitta. .
Il 1958-59 vede il Padova privato di Hamrin, che prende la via di Firenze, ma Rocco costruisce un altro capolavoro guidando la squadra al settimo posto in campionato e portando la coppia d'attacco Brighenti-Mariani in Nazionale per un'amichevole a Wembley con l'Inghilterra (2-2 proprio con gol della coppia patavina). Il Padova è ormai acquartierato nelle zone nobili della classifica e l'Appiani (violato solo da Milan e Juventus) è un campo che fa paura a tutti. Ma il sogno termina l'estate del 1961 quando, dopo aver resistito più di una volta, il paròn cede alle sirene di un grande club: lo chiama il Milan di Gipo Viani e l'appuntamento con gli obiettivi di vertice, nazionali e internazionali, non può più essere rimandato. Rocco se ne va e con lui il pezzo più glorioso della storia della società biancoscudata.

### Anni 1960
Gli anni 1960 si rivelano avari di soddisfazioni calcistiche. Nel 1961-62, orfano di Rocco e alle prese con una rosa da rinnovare, il Padova retrocede in B dopo sei anni nella massima serie. Dal 1962 la squadra disputa sette stagioni consecutive in seconda serie, sfiorando la promozione in serie A soltanto nella stagione 1963-64, sotto la guida dell'argentino Oscar Montez.
Nel 1961 il Padova prende parte alla terza edizione della "Coppa dell'Amicizia" italo-francese nella selezione rappresentante l'Italia composta anche da SPAL, Lanerossi Vicenza, Atalanta, Milan, Venezia, Prato, Mantova, Como e Genoa. Gli italiani batterono la selezione francese per 22 punti a 18.

Gastone Zanon, 255 presenze e 2 gol in maglia biancoscudata.

L'anno seguente la squadra partecipa alla Coppa Piano Karl Rappan, torneo ufficiale tra le Nazioni della Mitteleuropa. In questa edizione i biancoscudati vincono il loro girone battendo il Dorogi Bányász SE, l'FC La Chaux-de-Fonds e lo Spartak Plzen. Ai quarti di finale superano 7-1 all'Appiani gli jugoslavi dell'OFK Belgrado dopo la sconfitta esterna per 4-3 all'andata; vincono entrambe le gare di semifinale con gli ungheresi del Pécs con un 4-3 in casa e 3-0 esterno. La finale del 3 aprile 1963 in casa a Padova viene però persa contro i cecoslovacchi dello Slovnaft Bratislava per 1-0.
Nella stagione di serie B 1963-64 la squadra resta a lungo nelle posizioni di vertice, classificandosi al 4º posto al termine della stagione e vedendo sfumare la promozione in serie A per un solo punto alle spalle del Foggia & Incedit.
È nell'anno 1967, invece, una delle migliori prestazioni di sempre nella storia del club biancoscudato, all'epoca allenato da Humberto Rosa e relegato in Serie B. Dopo aver sconfitto ai quarti di finale il Napoli per 2-1 e in semifinale l'Inter per 3-2, il Padova gioca la finale di Coppa Italia allo Stadio Olimpico di Roma contro il Milan di Trapattoni e Rivera, perdendola per 1-0.
Nel 1968-69, invece, dopo aver ceduto i pezzi migliori della rosa (tra cui il bomber Paolo Morelli) a causa di una precaria situazione economica, il Padova chiude la stagione all'ultimo posto in classifica e viene retrocesso in Serie C.

### Anni 1970 e 1980

Claudio Valigi, 33 presenze e 8 reti nell'anno della promozione in Serie B del 1986-1987.

Per tutti gli anni 1970 la squadra naviga in terza serie, senza alcun risultato di rilievo. Il miglior piazzamento è il terzo posto della stagione 1970-71, impreziosito dalle 19 reti del capocannoniere della serie C Flaviano Zandoli ma inutile ai fini della promozione. Nel corso del decennio né l'avvicendarsi in panchina di allenatori-bandiera come Elvio Matè, Humberto Rosa e Mario Perazzolo, né la presenza per due stagioni (dal 1975 al 1977) di un giocatore di classe come Ezio Vendrame riescono a far risalire il Padova tra i cadetti. Il pubblico cala attestandosi a una media di tremila presenze nelle gare in casa e la società passa più volte di mano. Il decennio si conclude con la retrocessione in Serie C2 nella stagione 1978-79 durante la proprietà di Giussy Farina e la presidenza Pastorello: si tratta del punto più basso della storia del club.
La prima stagione in C2 si conclude con l'amaro epilogo della sconfitta ai tiri di rigore con il Trento nello spareggio promozione di Verona, davanti a ben ventimila tifosi biancoscudati. L'anno seguente la squadra allenata da Mario Caciagli centra il ritorno in serie C1 dominando il proprio girone e si aggiudica la Coppa Italia Semiprofessionisti battendo nella doppia finale la Salernitana. Al termine della stagione 1982-83, alla guida di Bruno Giorgi e trascinato dalle reti di Cina Pezzato, il Padova conclude al secondo posto alle spalle della Triestina e riesce infine a fare ritorno in serie B, categoria lasciata nel 1969.
Nel 1983 il Padova perde la finale della Coppa Anglo-Italiana col Cosenza. In una tre giorni disputata tra il 23 e il 25 aprile a Cosenza, i biancoscudati si impongono in semifinale per 4-2 contro il Chelmsford. Nella finale del 25 aprile i padroni di casa si assicurano il titolo battendo il Padova di Bruno Giorgi per 2-0. Il Padova partecipa alla competizione anche nel 1993-94 affrontando Portsmouth, West Bromwich Albion, Stoke City e Southend United.

Giuseppe Galderisi, in maglia biancoscudata per sette stagioni dal 1989 al 1995

Una vicenda di illecito sportivo (Caso Padova) fa precipitare nuovamente la squadra in terza serie. Questa volta, però, il purgatorio ha breve durata: dopo una stagione anonima chiusa al settimo posto, nell'estate del 1986 il nuovo presidente Marino Puggina chiama mister Adriano Buffoni sulla panchina biancoscudata e costruisce una squadra che punta alla promozione, con gli innesti degli attaccanti Stefano Mariani, Mauro Gibellini e dell'ala Alessandro Bianchi. Dopo un inizio sprint (cinque vittorie nelle prime cinque partite), il Padova scivola al secondo posto, ma dai primi di dicembre (vittoria con il Monza in casa) ad aprile la squadra inanella una serie di risultati utili che la riporta a duellare per la vetta con il Piacenza. Lo scontro diretto avviene il 18 aprile all'Appiani e si conclude con la vittoria per 2-1 dei piacentini, che a fine stagione vinceranno il campionato. Il Padova riesce a respingere gli assalti finali della Reggiana terza in classifica e chiude al secondo posto, l'ultimo valido per il ritorno in Serie B.
Seguono tre stagioni tra i cadetti che si concludono in posizioni di metà classifica. Si segnala anche l'arrivo, nel 1987, del centrocampista Damiano Longhi, al quinto posto assoluto di presenze con i biancoscudati, e nell'autunno del 1989 dell'attaccante Giuseppe Galderisi, che giocherà a Padova per sette stagioni mettendo a segno 50 reti.

### Anni 1990
Nel corso della stagione 1990-91, alla guida di Mario Colautti, il Padova sfiora il ritorno in massima serie, concludendo al quinto posto a un punto dall'Ascoli: fatale, per una squadra che vede protagonisti futuri punti fermi della Nazionale italiana quali Angelo Di Livio, Antonio Benarrivo e Demetrio Albertini, è la sconfitta per 2-1 contro la Lucchese all'ultima giornata. La stagione successiva riesce, sempre all'ultima giornata, a conquistare il punto decisivo che consente di ottenere la salvezza (1-1 a Pescara), senza rientrare nel gruppo di squadre con 35 punti coinvolte nella classifica avulsa.

Alessandro Del Piero e Angelo Di Livio in allenamento coi biancoscudati nei primi anni 1990

Anche nella stagione 1992-93, con in panchina Mauro Sandreani e la presenza in rosa del giovanissimo attaccante Alessandro Del Piero, cresciuto negli Allievi della società, la promozione svanisce di un soffio. Durante il girone di ritorno i veneti compiono una rincorsa che riesce a far raggiungere alla terzultima giornata il quarto posto, dopo aver battuto 2-0 il già retrocesso Taranto, e agganciando il Lecce (fermato in casa sul pari dalla SPAL) e l'Ascoli (1-1 ad Andria), mentre il Piacenza allunga; la domenica successiva avviene la beffa: i biancoscudati pareggiano 1-1 a Lucca, mentre i salentini espugnano per 3-2 il Dall'Ara (spedendo il Bologna in C1) e si riportano a un punto di vantaggio insieme all'Ascoli, che supera agevolmente il Cesena (3-0). Unico spiraglio viene dal pareggio casalingo degli emiliani, fermati 0-0 in casa dalla Fidelis Andria. All'ultima giornata, nello scontro diretto dell'Appiani, i marchigiani vengono sconfitti per 3-2, ma le contemporanee vittorie del Lecce sulla Lucchese (2-1) e del Piacenza a Cosenza (1-0), vanificano tutto.
Per il ritorno dei biancoscudati in Serie A occorre attendere il campionato 1993-94. Al termine della stagione, sotto la presidenza del commendator Marino Puggina, uno spareggio vinto 2-1 contro il Cesena il 15 giugno sul neutro di Cremona permette alla squadra veneta di risalire in massima serie dopo trentadue anni di assenza.

La squadra festeggia sul campo neutro di Cremona il 15 giugno 1994, al termine del vittorioso spareggio promozione contro il Cesena (2-1), che vale il ritorno in Serie A dopo 32 anni.

Il Padova resiste due stagioni tra le grandi della Serie A, guidato dal nuovo presidente Sergio Giordani e dal tecnico Mauro Sandreani. Le gare in casa si disputano nel nuovo stadio Euganeo, inaugurato nel settembre 1994. Dopo un campionato caratterizzato da risultati importanti contro le "grandi" (vittorie in casa con Milan, Inter e un prestigioso successo al Delle Alpi di Torino ai danni della Juventus) ma modesti contro le piccole, il Padova si salva grazie allo spareggio con il Genoa, giocato a Firenze e deciso ai tiri di rigore. Tra i giocatori di quell'anno c'è il difensore statunitense Alexi Lalas: anche grazie alla sua altezza (191 cm) la difesa subisce pochissimi goal di testa. Nel 1996 la squadra non riesce a bissare l'impresa, nonostante la prolifica coppia gol Goran Vlaović-Nicola Amoruso, e retrocede in Serie B.
La società passa in mano all'imprenditore brianzolo Cesare Viganò che affida la panchina a Giuseppe Materazzi, ma nonostante una ricca campagna acquisti (arrivano, tra gli altri, Walter Zenga, Massimiliano Allegri e Cristiano Lucarelli), la squadra chiude ad un deludente 11º posto in Serie B. L'anno seguente si conclude ancora peggio, quando il Padova termina la stagione al 19º posto ed è retrocesso in Serie C1.
Per i biancoscudati la discesa sembra inarrestabile: alla prima stagione in Serie C1 la squadra allenata da Adriano Fedele perde lo spareggio play-out contro il Lecco e retrocede in quarta serie. In soli quattro anni di presidenza Viganò il Padova è riuscito a precipitare dalla Serie A alla C2.

### Anni 2000

Alexi Lalas in azione con la maglia del Padova nella stagione 1994-1995.

Nel gennaio 2000 la società viene ceduta ad Alberto Mazzocco, e nel 2001 la squadra, guidata da Franco Varrella e trascinata da Felice Centofanti, vince il campionato e risale in C1. Nella stagione 2002-2003, guidata da Pierluigi Frosio, sfiora invece la promozione in Serie B perdendo con l'Albinoleffe in semifinale di play-off. Il 18 ottobre del 2004 il cavalier Marcello Cestaro diventa ufficialmente presidente della Società. I biancoscudati sfiorano i play-off con Renzo Ulivieri nel 2004-05, ma al termine della stagione il tecnico toscano si dimette e la squadra passa sotto la direzione di Maurizio Pellegrino. Nella stagione 2006-07 i patavini non partono benissimo per poi riprendersi nel girone di ritorno con l'arrivo alla guida di Andrea Mandorlini, subentrato a Maurizio Pellegrino. La squadra, però, conclude la stagione al settimo posto, ancora una volta fuori dalla zona play-off.
Il 18 marzo 2008 Ezio Rossi viene esonerato a causa degli scarsi risultati. Viene chiamato il tecnico della Berretti, Carlo Sabatini. A fine stagione 2007-08 il Padova si classifica sesto a un solo punto dal Foggia e dai play-off pur avendo il miglior attacco di tutta la Serie C1 con 58 gol realizzati.
Nella stagione 2008-09 il Padova gioca il suo undicesimo campionato di Lega Pro (ex Serie C) – di cui 9 in Prima Divisione (l'ottavo consecutivo in Prima Divisione dalla stagione 2001-2002) e 2 in Seconda Divisione – e prende parte insieme ad altre squadre di Lega Pro e Serie D alla Coppa Italia con le squadre di Serie A e B (come nell'edizione 2005-06).
Il 12 gennaio 2009, dopo il pareggio per 0-0 contro il Legnano seguito da una contestazione dei tifosi nel fine partita, la società decide per l'esonero del direttore sportivo Mauro Meluso e dell'allenatore Carlo Sabatini. Al loro posto vengono chiamati Doriano Tosi (nuovo direttore sportivo) e Attilio Tesser (nuovo allenatore). Tuttavia il 22 febbraio dopo aver raccolto solo 4 punti in 5 partite, Tesser viene esonerato. Al suo posto viene richiamato Carlo Sabatini. Il ritorno di Sabatini sembra risvegliare la squadra, che da quel momento ricomincia a risalire la china. Un filotto di cinque vittorie consecutive permette ai biancoscudati di raggiungere i play-off di Prima Divisione al quarto posto in classifica finale.

Filippo Maniero, bomber del Padova di metà anni 1990.

Il 17 maggio il Padova affronta nella semifinale play-off il Ravenna, pareggiando 1-1 all'Euganeo e vincendo per 2-1 fuori casa con i gol di Pătraşcu e Falsini. Nella finale d'andata arriva il pareggio interno per 0-0 contro la Pro Patria, dove i veneti sbagliano anche un rigore con Rabito. Alla fine della gara di ritorno, grazie alla vittoria per 2-1 con doppietta di Antonio Di Nardo, il Padova torna in Serie B dopo undici anni di assenza.
La squadra inizia bene la sua avventura nel campionato cadetto, rimanendo imbattuta fino all'ottava giornata, quando perde per 1-2 a Crotone, e dopo nove giornate è al 2º posto, in zona play-off, insieme al Cesena, altra rivelazione del torneo. In seguito arrivano le prime sconfitte, che progressivamente fanno scivolare il Padova in zona play-out. L'8 febbraio 2010, in seguito alla sconfitta con il Piacenza per 1-0 (undicesima sconfitta), viene esonerato il tecnico Carlo Sabatini. Il 9 febbraio il suo posto viene preso da Nello Di Costanzo. Dopo due mesi Sabatini torna alla guida della squadra. Il 30 maggio 2010 dopo la vittoria per 2-1 in casa contro il Brescia il Padova si trova a disputare i play-out contro la Triestina in due sfide che si tengono il 4 giugno e il 12 giugno. La gara di andata giocata in casa termina senza reti e dunque occorre una vittoria per salvarsi: il 12 giugno i biancoscudati restano in Serie B grazie a un secco 3-0, con le reti di Vantaggiato, Cuffa e Bonaventura.

### Anni 2010
Nella stagione 2010-2011 dopo il cambio di allenatore e con un nuovo direttore sportivo, il Padova parte bene trascinato dalla coppia d'attacco Succi-Vantaggiato e dal trequartista Davide Di Gennaro che, grazie ai punti ottenuti soprattutto in casa, portano la squadra a ridosso della zona play-off. Tuttavia i numerosi infortuni occorsi durante la stagione fanno ripiombare la squadra nella zona di centro classifica. Il 15 marzo 2011 dopo la sconfitta nel derby contro il Cittadella l'allenatore Alessandro Calori viene esonerato. Lo stesso giorno la guida della squadra viene affidata al tecnico della Primavera, Alessandro Dal Canto, che al suo debutto in panchina il 19 marzo vince per (2-0) contro il Pescara. Nell'ultimo turno di campionato del 29 maggio la squadra di Dal Canto, trascinata nella fase finale del torneo da Stephan El Shaarawy, batte il Torino 2-0 in trasferta e conquista così un posto nei play-off. Dal 15 marzo al 29 maggio la squadra non ha mai perso. Alle semifinali dei play-off, il Padova supera il Varese con una vittoria in casa per 1-0 seguita da un pareggio per 3-3 fuori casa. La finale per la Serie A vede il Padova affrontare il Novara. Dopo un pareggio per 0-0 in casa, il 12 giugno la squadra veneta perde la finale di ritorno per 2-0, vedendo così svanire il sogno di un ritorno in massima serie.

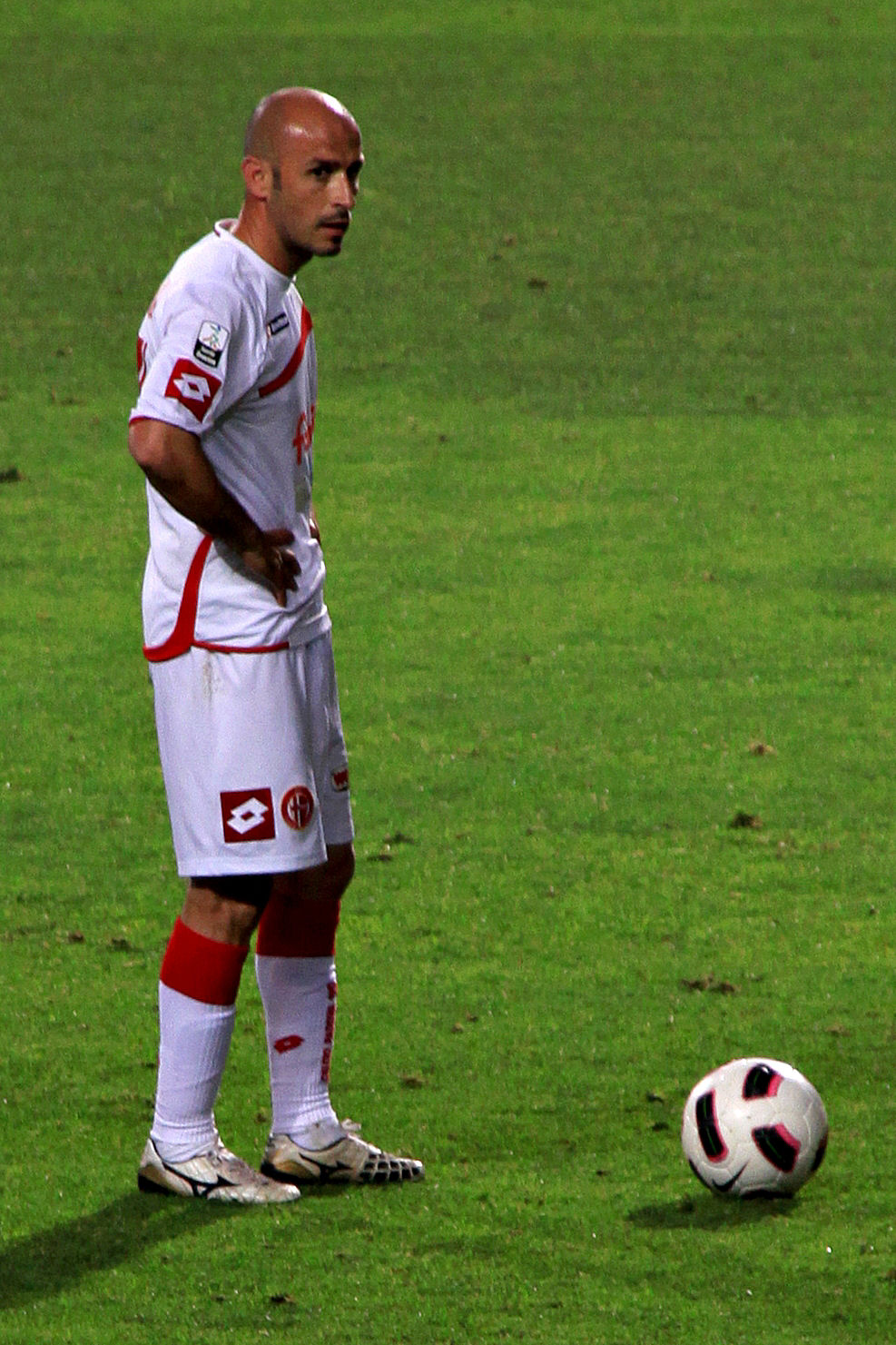
Vincenzo Italiano, capitano del Padova nel triennio 2009-2012.

La stagione 2011-2012 inizia con la conferma del duo Foschi-Dal Canto. Dopo una buona partenza (nelle prime sette giornate conquista 17 punti su 21), nel corso della stagione la squadra ha un continuo calo, che la fa uscire dalle posizioni di vertice per concludere al settimo posto.
Il quarto campionato di fila in serie cadetta inizia con Fabrizio Salvatori come direttore sportivo e Fulvio Pea in panchina. Anche la squadra è fortemente rinnovata, con l'innesto di diversi giovani e la riduzione complessiva del budget di mercato. Con il coinvolgimento nello scandalo scommesse del 2011 della società, riconosciuta colpevole di responsabilità oggettiva per le violazioni di un suo tesserato, la squadra deve iniziare la stagione con 2 punti di penalità, provvedimento revocato durante la stagione. Il 17 dicembre, a seguito della sconfitta casalinga per 1-3 contro la capolista Sassuolo, Fulvio Pea viene esonerato e al suo posto subentra Franco Colomba. Il 20 marzo 2013, dopo la sconfitta per 3-0 subita in trasferta contro il Bari, Franco Colomba viene sollevato dall'incarico e rientra Fulvio Pea, che traghetta la formazione biancoscudata a una tranquilla salvezza.

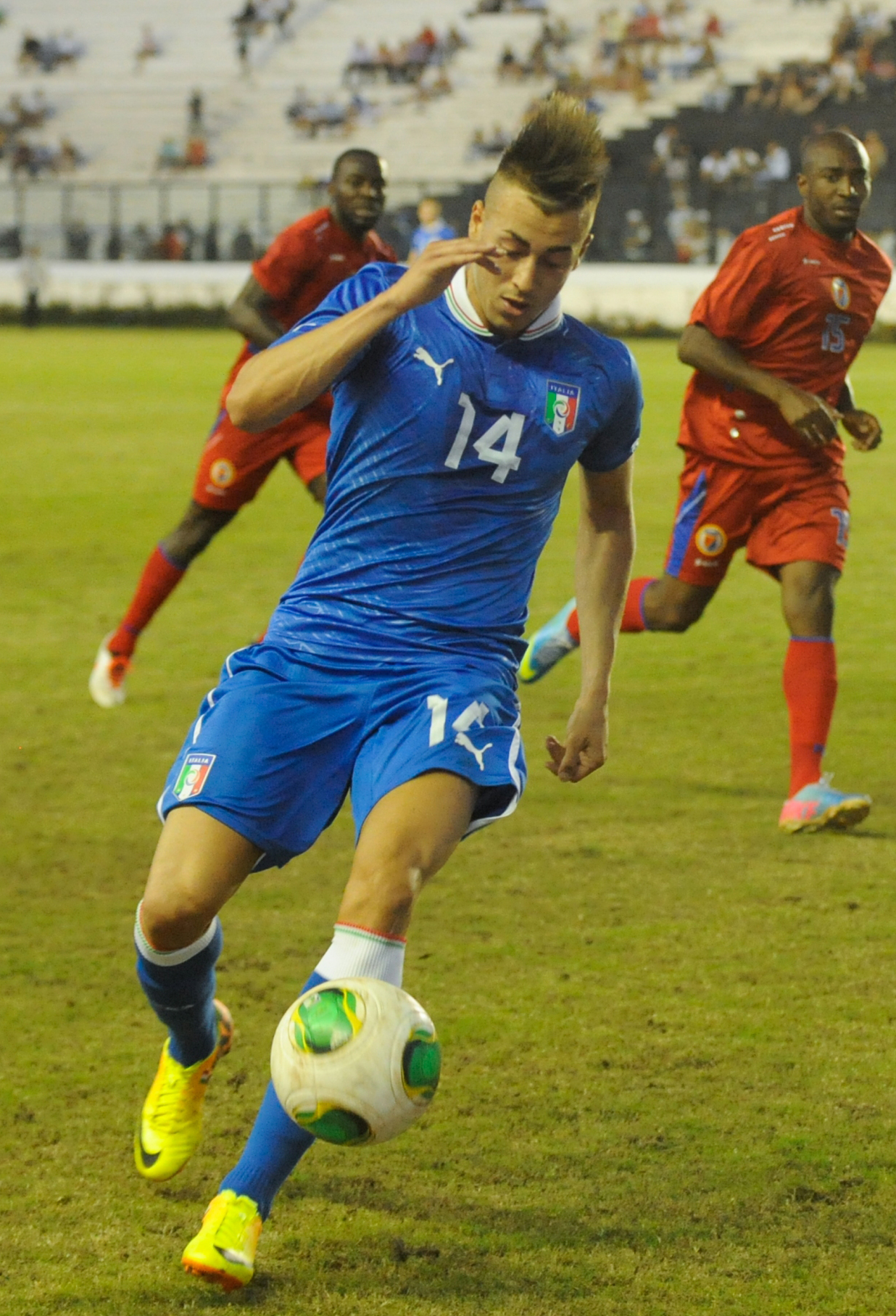
Stephan El Shaarawy, alla stagione d'esordio tra i professionisti col Padova, viene eletto miglior giocatore della Serie B 2010-2011 al Gran Galà del calcio.

La stagione 2013-2014 inizia con la vendita del club da parte di Cestaro a Diego Penocchio, proprietario del gruppo Ormis e reduce da una negativa esperienza al Parma con relativi strascichi giudiziari. Il nuovo presidente conferisce un nuovo assetto alla società nominando Andrea Valentini amministratore delegato, Alessio Secco direttore sportivo e Dario Marcolin allenatore. Dopo un avvio di campionato in cui i biancoscudati hanno collezionato un solo punto in sei partite, il 28 settembre l'allenatore Marcolin è sollevato dall'incarico. Al suo posto subentra Bortolo Mutti. Il 29 dicembre, il Padova chiude il girone di andata terzultimo con quattro vittorie, sei pareggi, dieci sconfitte, 16 gol segnati e 27 subiti all'attivo. Il 2014 si apre con la cessione del restante 52% del pacchetto azionario da parte di Cestaro a Diego Penocchio, che diventa così proprietario unico della S.p.A. biancoscudata. Il 2 febbraio, dopo aver collezionato un solo punto nelle ultime cinque partite, l'allenatore Bortolo Mutti è sollevato dall'incarico. Al suo posto subentra Michele Serena. Il 25 maggio 2014, la sconfitta per 2-0 a Siena sancisce, con una giornata di anticipo, la matematica retrocessione del Padova in Lega Pro, dopo cinque consecutivi campionati in Serie B. Ma il peggio deve ancora venire.

#### Dalla scomparsa alla rinascita
La stagione 2014-2015 del Padova si apre con la presentazione della domanda di iscrizione al campionato di Lega Pro, incompleta. Il 15 luglio 2014, a causa della mancata presentazione del ricorso alla Covisoc, il Padova non viene iscritto al campionato di Lega Pro. Successivamente la proprietà comunica in un primo momento che il Calcio Padova proseguirà l'attività sportiva concentrandosi sul settore giovanile e in un secondo momento che la squadra ha ufficialmente e formalmente richiesto l'ammissione al campionato di Serie D. Nei giorni successivi la domanda non viene accolta in seguito alle indicazioni ricevute dalla FIGC da parte del sindaco di Padova Massimo Bitonci su quale debba essere la squadra autorizzata a chiedere l'ammissione in Serie D.
A seguito dell'esclusione del Calcio Padova dai campionati nazionali, il 24 luglio 2014 viene iscritta al girone C della Serie D la nuova Società Sportiva Dilettantistica Biancoscudati Padova, nata per dare continuità sportiva alla storica società cittadina. Il sodalizio, fondato dagli imprenditori padovani Giuseppe Bergamin e Roberto Bonetto, debutta ufficialmente, sotto la guida tecnica di Carmine Parlato, il 24 agosto nella sfida di Coppa Italia Serie D contro la Castellana, vinta 2-0. Il 19 aprile 2015, in virtù del successo 2-1 sul campo del Legnago, la squadra veneta raggiunge la matematica promozione in Lega Pro. Chiude il campionato a 85 punti e 27 vittorie, andando a battere il record precedente di successi (21 vittorie nella stagione 1947-1948).
Il 6 luglio 2015, in vista del ritorno tra i professionisti, la società assume nuovamente la denominazione "Calcio Padova". L'avvio del campionato di Lega Pro - girone A comincia con il Padova tra le prime in classifica, ma una serie di risultati negativi portano a fine novembre 2015 all'esonero di mister Parlato, avvicendato in panchina da Giuseppe Pillon. Nonostante un buon girone di ritorno la squadra conclude la stagione al quinto posto, fuori dalla qualificazione ai play-off.
La stagione 2016-2017 inizia con la nomina del nuovo direttore sportivo, Giorgio Zamuner; per la panchina viene invece ingaggiato Oscar Brevi. La squadra si piazza quarta in campionato, qualificandosi per i play-off, dove viene eliminata al primo turno a causa della sconfitta interna contro l'AlbinoLeffe (1-3). A seguito della prematura eliminazione ai play-off la società conferma il direttore sportivo, ma solleva dall'incarico l'allenatore: per il nuovo campionato viene ingaggiato Pierpaolo Bisoli. È modificato anche l'assetto societario e la presidenza passa da Giuseppe Bergamin a Roberto Bonetto.
La stagione 2017-2018 culmina con la vittoria del girone B della Serie C, conseguita il 23 aprile 2018 in seguito al successo dell'AlbinoLeffe sulla Reggiana. Il Padova ritorna così in Serie B dopo quattro anni di assenza e chiude la stagione aggiudicandosi anche la Supercoppa di Serie C, ottenuta battendo il Livorno in casa e il Lecce al Via del Mare.
La stagione 2018-2019, in serie cadetta, si rivela per il Padova più complicata: dopo aver ottenuto una sola vittoria nelle prime undici giornate, Bisoli è esonerato per lasciare il posto a Claudio Foscarini. Dopo la diciottesima giornata, mancati i risultati sperati dal cambio di allenatore, Foscarini è esonerato e l'incarico ridato a Bisoli, ma dopo la ventinovesima giornata la società esonera nuovamente Bisoli per ingaggiare Matteo Centurioni, che tuttavia non riesce ad evitare la retrocessione, sancita dall'aritmetica alla penultima giornata.
Per la successiva stagione in Serie C la società punta su Salvatore Sullo, che viene esonerato dopo venti giornate, con la squadra al quinto posto. Il successore, Andrea Mandorlini, guida i suoi al quinto posto finale, prima dell'eliminazione agli ottavi di finale dei play-off contro la Juventus U23.

### Anni 2020
Nella stagione 2020-2021 la promozione diretta viene solo sfiorata: il Padova di Mandorlini chiude il campionato a pari merito con il Perugia nel girone B, ma soccombendo per via della peggiore differenza reti negli scontri diretti. Il secondo posto vale comunque ai patavini l'accesso ai play-off, dove la squadra si spinge sino all'atto conclusivo contro l'Alessandria, dopo aver eliminato in precedenza il Renate ai quarti e l'Avellino in semifinale. Nella doppia finale contro i piemontesi, la gara di andata all'Euganeo termina 0-0; lo stesso punteggio permane dopo i tempi regolamentari e supplementari nella sfida di ritorno al Moccagatta, il che obbliga le squadre ai tiri di rigore, che vedono il Padova perdente per 4-5, lasciando all'Alessandria la promozione in Serie B.
La stagione 2021-2022 inizia con l'arrivo dell'allenatore Massimo Pavanel, mister della Feralpisalò nella stagione precedente. La squadra, allestita nuovamente con un organico di rilievo per la categoria, si propone ai vertici del girone A e va a punti più dell'anno precedente; a farle da contraltare si propone però Südtirol, che all'11ª giornata diventa capolista e ai due terzi di stagione riesce a staccare i biancoscudati (che perdono punti in particolare contro squadre di medio-bassa classifica) fino a un massimo di 10 lunghezze. Nel mese di febbraio la società decide di procedere a un netto rimpasto dell'organigramma, esonerando sia Pavanel che il direttore sportivo Sean Sogliano, sostituiti rispettivamente da Massimo Oddo e Massimiliano Mirabelli. La mossa rivitalizza il Padova, che riesce a vincere di misura (sempre contro il Südtirol) la Coppa Italia Serie C e, complici due sconfitte e un pareggio patiti dagli altoatesini, riduce il distacco in classifica a sole due lunghezze. Il sorpasso però non si concretizza, poiché i biancoscudati pareggiano per 0-0 lo scontro diretto della penultima giornata e perdono per 1-2 l'ultimo turno contro la Virtus Verona, dovendo pertanto disputare i play-off come secondi classificati. Qui i biancoscudati eliminano in sequenza Juventus U23 (0-1 all'andata in Piemonte; 0-1 dei bianconeri all'Euganeo che qualifica il Padova per via del miglior piazzamento nella regular season) e Catanzaro (0-0 in Calabria; 2-1 all'Euganeo), approdando alla doppia finale contro il Palermo, perdendo tuttavia entrambe le gare per 1-0 e rimanendo così in Serie C.
La stagione 2022-2023 inizia con l'arrivo in pachina di Bruno Caneo dopo che Oddo e il Padova decidono di comune accordo di non proseguire più assieme. Dopo un'ottima partenza sia sul piano del gioco che sul piano dei risultati la squadra subisce un'involuzione. l'11 dicembre 2022 Bruno Caneo viene esonerato e sostituito il giorno successivo da Vincenzo Torrente. Sotto la guida di Torrente la squadra si classifica al quinto posto accedendo così ai playoff. Passa il primo turno battendo la Pergolettese 1-0 ma esce al secondo turno perdendo in casa contro la Virtus Verona.
La stagione 2023-2024 inizia con l'entrata in società come socio e come nuovo presidente di Francesco Peghin, la conferma di Torrente alla guida della squadra e la compagine biancoscudata inserita nel girone A della Lega Pro. La squadra viene ringiovanita maggiormente con alcuni innesti di esperienza. La stagione si apre con un pareggio 1-1 in casa del Mantova, che si rivelerà poi la rivale in campionato. Già dalla giornata successiva arriva la prima vittoria, in casa contro il Legnago per 2-0, alla quale seguono altre quattro vittorie consecutive che portano la squadra in cima alla classifica. Inizia poi un periodo di calo, con i biancoscudati che cadono in una serie di pareggi, senza mai perdere, che permette comunque di mantenere una distanza minima sul Mantova, prima in campionato, che però infligge ai patavini la prima sconfitta stagionale con un sonoro 5-0. In Coppa Italia Serie C il cammino inizia con le vittorie nei Turni Preliminari contro Legnago (2-4) e Giana Erminio (3-0). Agli ottavi di finale, viene sconfitto il Lumezzane per 2-0 e nei quarti arriva la vittoria di misura contro il Pontedera. In semifinale, i biancoscudati riescono a ribaltare la sconfitta dell'andata contro la Lucchese grazie ad un 2-0 davanti al proprio pubblico. In finale arriva la vittoria in casa nella gara d'andata contro il Catania per 2-1, ma nella gara di ritorno i siciliani ribaltano il risultato della gara d'andata vincendo per 4-2 dopo i tempi supplementari e vincendo la Coppa. All'indomani del pareggio con il Lumezzane, viene sollevato dall'incarico Vincenzo Torrente a sole tre giornate dalla fine, con il ritorno sulla panchina dei biancoscudati di Massimo Oddo. Il campionato si chiude con la vittoria sulla Triestina per 3-2 a quota 77 punti, soli tre in meno del Mantova campione. Nei play-off, i biancoscudati affrontano i rivali del L.R. Vicenza, che però si impongono sia nella gara d'andata, per 2-0, giocata al Menti sia nella gara di ritorno per 1-0.
La stagione 2024-2025 inizia con Matteo Andreoletti come nuovo allenatore. La squadra non viene stravolta rispetto alla scorsa stagione e la stagione si apre con la sfida di Coppa Italia persa con il Cesena per 3-1. Il campionato inizia con una serie di sei successi consecutivi. All'ottava giornata i biancoscudati riescono a battere i rivali del L.R. Vicenza per 1-0, con la rete di Liguori, nello scontro per la testa della classifica. Il cammino in Coppa Italia Serie C termina agli ottavi di finale, venendo sconfitti in casa dal Caldiero per 2-1. Il vantaggio sulla squadra vicentina si amplia ad otto punti di vantaggio al termine del girone d'andata chiuso, dopo il recupero della sfida contro l'Union Clodiense piegata dalla doppietta di Bortolussi, con 51 punti fatti eguagliando il Catanzaro come squadra con il record di punti fatti nel girone d'andata. All'indomani della prima giornata del girone contro il Trento vinta per 1-0, il Padova si trova con dieci punti di vantaggio sui rivali. Dal mese di febbraio la squadra subisce una flessione con la prima sconfitta in campionato che arriva in casa della Virtus Verona che si impone di misura. Il L.R. Vicenza recupera terreno e arrivati allo scontro diretto i biancoscudati riescono ad acciuffare il pareggio nei minuti di recupero grazie alla rete di Spagnoli. Se in casa la squadra continua a vincere, questo non si può dire nelle successive tre trasferte che vedono il Padova uscirne sempre sconfitta contro Feralpisalò (1-0), Renate (3-2) e Novara (2-1). Il 30 marzo sul campo dell'Atalanta U23, i biancoscudati si fanno riprendere a due minuti dalla fine, dopo la rete di Fusi, dovendo poi abbandonare la testa della classifica a favore del L.R. Vicenza. Nel momento più complicato della stagione, la squadra di mister Andreoletti inanella tre vittorie consecutive tra cui quella del 13 aprile di misura in casa della Triestina che riconsegna ai patavini la testa della classifica, dopo la sconfitta dei lanerossi. Il Padova arriva all'ultima giornata con due risultati favorevoli su tre, in virtù degli scontri diretti (1-0 per il Padova all'andata e pareggio al ritorno), e contro Lumezzane basta il pareggio per far partire la festa promozione, grazie anche alla sconfitta del L.R. Vicenza in casa del Trento. I biancoscudati vincono il Girone A di Serie C con 86 punti oltre al miglior attacco (a pari merito con l'Atalanta U23) e la miglior difesa (a pari merito con il L.R. Vicenza) tornando in Serie B dopo sei anni di assenza.

## Colori e simboli

### Colori

La formazione padovana che ottenne il ritorno in Serie A nel 1994, in campo nello spareggio di Cremona con la tradizionale seconda divisa rossa del club.

Nella storia della società padovana, due sono state le colorazioni principali della maglia del club: il nero e il bianco, utilizzato nelle prime partite, ed il bianco e rosso tuttora in uso. La classica maglia della formazione patavina è bianca con dettagli rossi; sul petto reca lo scudo cittadino, una croce rossa su sfondo bianco, da cui il soprannome di Biancoscudati dei suoi giocatori. Situazione inversa per la maglia da trasferta, dove è prevalente il rosso con dettagli bianchi.

### Simboli ufficiali

#### Stemma
Lo stemma storico del Padova consiste in uno scudo partito: il campo sinistro è occupato da una croce rossa su sfondo bianco (mutuata dal blasone araldico cittadino), mentre il lato destro è monocromo rosso e ospita il richiamo alla denominazione societaria (variamente declinata nel corso degli anni in "Calcio Padova 1910", "A.C.P.", "Padova"), scritta a caratteri stampatelli bianchi oppure in rosso su un apposito rettangolo bianco. Significativa variante fu quella adottata dal "Biancoscudati Padova", la cui denominazione occupava anche il braccio trasversale della croce. Nelle ultime stagioni nell'utilizzo delle terze maglie, lo stemma è adattato al colore principale della maglia.

Stemma usato dal 1940 fino al cambio di denominazione in Calcio Padova nel 1977
Stemma usato dal 1989 al 2000
Stemma usato negli anni 2000

Dalla fine degli anni 1980, in coincidenza con l'inizio della presidenza di Marino Puggina, fino ai primi anni 2000, tale scudo fu sostituito da una variante di forma più squadrata: il campo sinistro manteneva la croce civica, mentre il destro riportava il disegno stilizzato del monumento equestre al Gattamelata, con l'aggiunta di un pallone al di sotto dello zoccolo del cavallo. Con l'arrivo di Alberto Mazzocco alla presidenza il Padova indisse, mediante le pagine del Mattino di Padova, un sondaggio d'opinione tra i propri tifosi circa lo stemma da adottare: il risultato fu in favore del ripristino dello scudo originario.

Stemma del centenario (2009-2010)
Stemma usato nella stagione 2010-2011
Stemma usato dal 2011 al 2014

Nella stagione 2009-2010, anno del centenario, lo scudo venne inscritto in una corona circolare rossa recante nella parte alta le date "1910-2010" e nella parte bassa la scritta "Calcio Padova", il tutto in caratteri corsivi cancellereschi. L'uso di tale soluzione è proseguito anche nell'annata successiva, giacché la società aveva deciso di adottarla in pianta stabile, eliminando soltanto il riferimento al centenario, la decisione non ha tuttavia incontrato l'approvazione di parte della tifoseria, che nella stagione 2011-2012 ha chiesto e ottenuto la riadozione dello storico scudo bi-partito. Dopo il fallimento del 2014, non potendo inizialmente usare la sigla A.C.P., la società subentrante Biancoscudati Padova ha modificato lo scudetto inserendovi la scritta anche sul braccio trasversale della croce. Dalla stagione successiva quando la società è tornata a chiamarsi Calcio Padova, venne ripristinato il vecchio logo con la scritta "Padova". Nel 2018, a seguito degli accordi coi liquidatori del vecchio club, lo stemma originario è stato ripristinato solo adottando un più spesso carattere tipografico per l'epigrafe.

Stemma usato nella stagione 2014-2015
Stemma usato dal 2015 al 2018
Stemma in uso dal 2018

#### Mascotte
La mascotte del Padova è la famosa gallina padovana chiamata Giustina, che proprio come il Padova ha i colori bianco e rosso.

## Strutture

### Stadio

Lo Stadio Silvio Appiani, casa dei biancoscudati dal 1924 al 1994

Il Padova, durante la sua storia, ha giocato le partite interne di campionato su quattro diversi campi. Il primo fu il Campo sportivo Belzoni (oggi intitolato all'ex giocatore biancoscudato Walter Petron) dove il 29 gennaio 1910 il Padova giocò la sua prima partita in assoluto, in amichevole contro l'Hellas. Il secondo fu l'ex stadio comunale, il più antico d'Italia, Campo Giovanni Monti intitolato al giocatore Giovanni Monti e costruito al interno dell'omonimo velodromo, venendo inaugurato il 12 febbraio 1916 con la partita tra Padova ed Hellas terminata 4-0 per i padroni di casa. Il Padova vi giocherà fino al campionato 1922-1923.

Il 19 ottobre 1924 venne inaugurato lo Stadio Silvio Appiani con la partita Padova-Andrea Doria (6-1). Lo stadio, dedicato all'attaccante biancoscudato Silvio Appiani morto durante la Prima guerra mondiale durante un bombardamento, venne costruito adiacente al vecchio campo da gioco e la capienza, inizialmente prevista di 9 800 spettatori, fu aumentata nel corso degli anni fino a 24 000 spettatori in piedi. Per via della vicinanza delle tribune al campo e alla posizione geografica dello stadio, posto nel centro della città, era conosciuto anche come Fossa dei Leoni. Lo stadio ospitò le partite casalinghe del Padova dal 1924 fino al 1994 con l'ultima partita che si giocò il 29 maggio 1994 tra Padova e Palermo (0-0). Oggi giorno, lo stadio ha subito varie ristrutturazione e viene usato dalle squadre giovanili del Padova e in alcune occasioni è teatro degli allenamenti della prima squadra, specialmente in vista di big match.

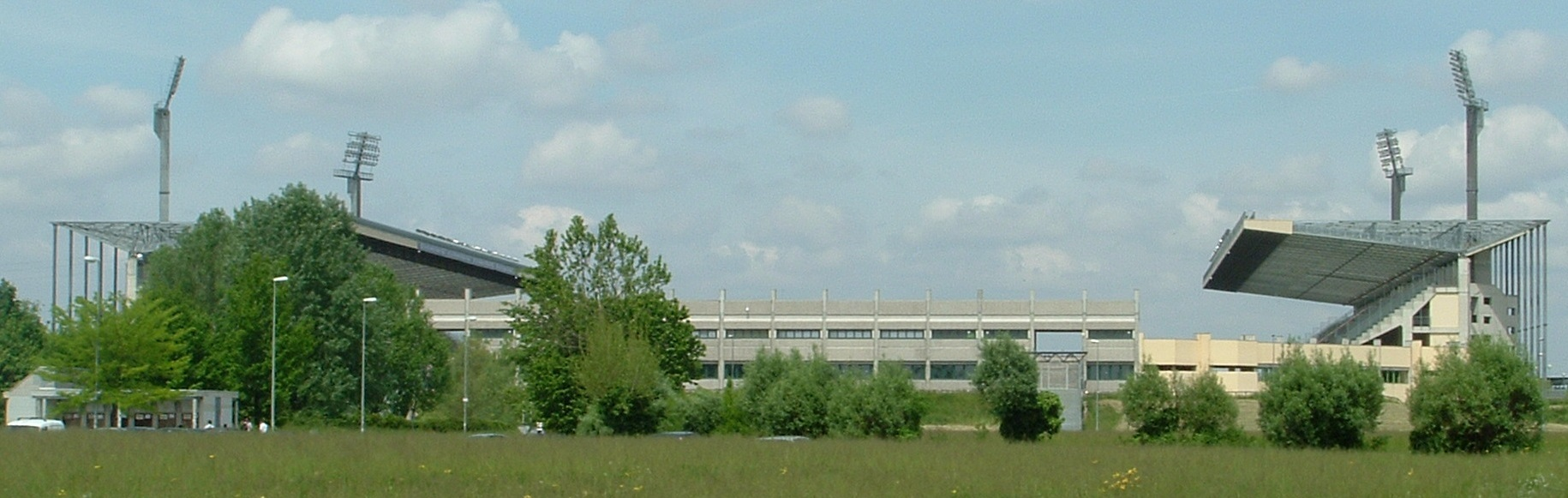
L'esterno dello Stadio Euganeo

Il 19 giugno 1994 infine venne inaugurato, con un amichevole tra Padova e vecchie glorie biancoscudate, il quarto ed al momento ultimo stadio di Padova: lo Stadio Euganeo. Iniziata la costruzione nel 1989, al momento dell'inaugurazione la costruzione non era ancora stata ultimata, con il progetto finale che si completò nel 1999 con la costruzione della Curva Sud, destinata ai tifosi biancoscudati, portando la capienza totale a 32 420 posti totali. La prima partita ufficiale disputata nel nuovo stadio fu la gara di Coppa Italia tra Padova e Inter, terminata 3-0 per gli ospiti. Tale impianto, concepito per uso polisportivo, ha fin da subito suscitato critiche da parte della tifoseria e degli addetti ai lavori per la sua dispersiva sovrabbondanza strutturale e la scarsa funzionalità, con particolare riguardo per la notevole distanza delle tribune dal terreno di gioco, la scomodità degli spalti e la difficile accessibilità dal centro cittadino. L'Euganeo è stato peraltro teatro della repentina retrocessione del club, nell'arco di cinque anni, dalla Serie A alla Serie C2.
L'attuale omologazione è di 8 000 posti a sedere e nel gennaio 2021 sono iniziati i lavori volti a eliminare la pista di atletica e a costruire la nuova Curva Sud, inagibile da molti anni, al cui interno troverà posto anche un'area polifunzionale comprendente due palazzetti dello sport. Il cantiere fu poi messo sotto sequestro nel novembre 2022. I lavori sono ripresi nell'aprile del 2025.

### Centro di allenamento
Dal 1991 fino al 2014 il Padova, comprese le squadre giovanili, hanno disputato i loro allenamenti settimanali al Centro Sportivo Euganeo situato nella frazione di Brasseo del comune di Teolo, ai piedi dei Colli Euganei. Dal 2014 fino ad oggi, la prima squadra biancoscudata svolge i suoi allenamenti al Centro Sportivo Memo Geremia nella quartiere Guizza di Padova e alcune volte, specie in vista di un incontro importante, la squadra svolge la rifinitura del giorno prima della gara allo Stadio Silvio Appiani.

## Società

### Organigramma societario
Dal sito web ufficiale della società.
Consiglio di amministrazione
- Francesco Peghin - Presidente
- Alessandra Bianchi - Amministratore Delegato
- Moreno Beccaro - Consigliere
- Giampaolo Salot - Consigliere
- Andreea Koenig - Consigliera
- Luca Destro - Consigliere con delega al Settore Giovanile
- Gianni Potti - Consigliere con delega alla comunicazione e relazioni esterne

### Sponsor
| Cronologia degli sponsor tecnici - 1979-1985 Adidas - 1985-1988 NR - 1988-1992 Adidas - 1992-1995 Lotto - 1995-1999 Diadora - 1999-2001 Biemme - 2001-2003 Valsport - 2003-2008 Macron - 2008-2011 Lotto - 2011-2014 Joma - 2014-2017 Macron - 2017-2020 Kappa - 2020-oggi Macron | Cronologia degli sponsor ufficiali - 1981-1985 Bata - 1985-1987 Master Photo - 1987-1989 Coelsanus - 1989-1991 Tutto Pannocarta - 1991-1996 Acqua Vera - 1996-1997 Millionaire Market - 1997-2004 Cassa di Risparmio di Padova e Rovigo - 2004-2006 Famila, Almondy - 2006-2008 Famila, Cassa di Risparmio di Padova e Rovigo - 2008-2012 Famila, Cassa di Risparmio del Veneto - 2012-2013 Famila - 2013-2014 Famila, Birra Antoniana - 2014-2016 L'Arte di Abitare, Dermomed, Tiemme Costruzioni - 2016-2017 Italiana Assicurazioni, Zanutta, Tiemme Costruzioni, Dermomed - 2017-2018 Italiana Assicurazioni, Zanutta, Noah - 2018-2019 Italiana Assicurazioni, Zanutta - 2019-2020 Advantage Immobiliare, Patavium Energia, Zanutta, Tiemme Costruzioni - 2020-2021 Replay, Patavium Energia, Trivenet Telecomunicazioni, CSZ Investigazioni - 2021-2022 Replay, Patavium Energia, Global Work Contract, CSZ Investigazioni, Trivenet Telecomunicazioni - 2022-2023 Replay, Facile.Energy, Global Work Contract, Energetika, Trivenet Telecomunicazioni - 2023-2024 Facile.Energy, Energetika, Eurointerim, Stock Elettrico - 2024-oggi Facile Energy Luce e Gas, Servizio Energetico Italiano, Energetika, Eurointerim, Sirman |

Elenco delle sponsorizzazioni attive nel sito ufficiale societario. La società biancoscudata si dimostra in grado di attirare sponsor locali, nazionali e internazionali approfittando del nutrito numero di tifosi e del blasone societario.

### Impegno nel sociale
Il Padova in collaborazione con lo sponsor della Scuola Calcio Bernardinello Engineering, sostiene il progetto "Stanza dei Sogni", promosso dalla Fondazione Salus Pueri che sostiene la Pediatria di Padova. Oltre a questo, nel settembre 2023 la società ha firmato anche un gemellaggio con la Fondazione Città della Speranza.

### Settore giovanile

De Franceschi, Del Piero e Boscolo nelle giovanili biancoscudate nei primi anni 1990.

Il settore giovanile del Padova è composto da dieci squadre maschili che competono a livello nazionale nei vari tornei di categoria. Il responsabile del settore giovanile è Carlo Sabatini, già allenatore di squadre giovanili negli anni '90 e successivamente anche della prima squadra. La squadra Primavera milita nel Campionato Primavera 2 2024-2025 sotto la guida di Luca Rossettini, ex giocatore biancoscudato cresciuto nelle giovanili. Le due squadre di Allievi militano rispettivamente nel Campionato Nazionale Under-17 e nel Campionato Nazionale Under-16 di Serie C. Anche la squadra di Giovanissimi disputano il Campionato Nazionale Under-15 di Serie C. Tra i vari allenatori spunta anche il nome di Damiano Longhi, ex capitano biancoscudato, alla guida della formazione Under-13.
In aggiunta, il Padova ha anche una scuola calcio chiamata Padova Academy composta da sedici squadre a partire dai Piccoli Amici fino ad arrivare agli Allievi.
Nel 1965-1966 la squadra Primavera, il cui campionato all'epoca si disputava diviso tra squadre di Serie A e squadre di Serie B, vinse il massimo trofeo nazionale.

## Il Padova nella cultura di massa
Il Padova, assieme al Monza, è stato protagonista del primo anticipo televisivo in assoluto nella storia del calcio italiano, disputato il 28 agosto 1993 alle 20:30 e valevole per la prima giornata del campionato di Serie B.

## Allenatori e presidenti
- 1910-1911  Giorgio Treves de' Bonfili
- 1913-1914  Guido Festa, Mario Pedrina e Silvio Appiani
- 1914-1915  Mario Pedrina
- 1915-1919
- 1919-1922  Ernesto Peyer
- 1922-1926  Herbert Burgess
- 1926-1927  Aldo Fagiuoli
- 1927-1928  Charles Oliver Bell
- 1928-1929  Herbert Burgess
- 1929-1930  Aldo Fagiuoli
- 1930-1932  Lajos Kovács
- 1932-1935  János Vanicsek
- 1935-1936  Pietro Colombati (1ª-10ª)
 Elemér Kovács (11ª-30ª)
- 1936-1938  Wilmas Wilhelm
- 1938-1939  Wilmas Wilhelm (1ª-?ª)
 József Wereb (?ª-?ª)
 Mariano Tansini (?ª-34ª)
- 1939-1940  György Kőszegi
- 1940-1941  Stanislao Klein
- 1941-1942  József Bánás
- 1942-1943  Italo Zamberletti
- 1943-1944  Mariano Tansini
- 1944-1945
- 1945-1946  Mariano Tansini (1ª-15ª)
 Bruno Dentelli (16ª-4º girone finale)
 Mario Varglien (5º girone finale-10º girone finale)
- 1946-1947  Feliciano Monti (1ª-6ª)
 Pietro Serantoni (7ª-42ª)
- 1947-1948  Wilmas Wilhelm (1ª-16ª)
 Pietro Serantoni (17ª-34ª)
- 1948-1949  Pietro Serantoni
- 1949-1950  Béla Guttman (1ª-33ª)
 Pietro Serantoni (34ª-38ª)
- 1950-1951  Pietro Serantoni (1ª-15ª)
 Pietro Sforzin e  Antonio Blasevich (16ª-17ª)
 Giovanni Ferrari (18ª-30ª)
 Frank Soo (31ª-38ª)
- 1951-1952  Frank Soo (1ª-22ª)
 Gastone Prendato (23ª-24ª)
 Piero Pasinati (25ª-38ª)
- 1952-1953  Pietro Rava (1ª-14ª)
 Giuseppe Antonini e  Lajos Czeizler (D.T.) (15ª-29ª)
 Mariano Tansini (30ª-34ª)
- 1953-1954  Pietro Rava (1ª-23ª)
 Nereo Rocco (24ª-34ª)
- 1954-1961  Nereo Rocco
- 1961-1962  Giacomo Mari (1ª-22ª)
 Pietro Serantoni (23ª-34ª)
- 1962-1963  Luigi Del Grosso (1ª-26ª)
 Elvio Matè (27ª-38ª)
- 1963-1964  Oscar Montez (1ª-35ª)
 Elvio Matè (36ª-38ª)
- 1964-1965  Serafino Montanari
- 1965-1966  Serafino Montanari (1ª-18ª)
 Humberto Rosa (19ª-38ª)
- 1966-1969  Humberto Rosa
- 1969-1970  Humberto Rosa (1ª-6ª)
 Elvio Matè (7ª-38ª)
- 1970-1971  Elvio Matè
- 1971-1972  Elvio Matè (1ª-32ª)
 Giorgio Bolognesi (33ª-38ª)
- 1972-1973  Mario Perazzolo (1ª-11ª)
 Giorgio Bolognesi (12ª)
 Mauro Gatti (13ª-38ª)
- 1973-1974  Mauro Gatti (1ª-11ª)
 Giorgio Bolognesi (12ª-13ª)
 Piero Trapanelli (14ª-38ª)
- 1974-1975  Piero Trapanelli (1ª-33ª)
 Sergio Cappello (34ª-38ª)
- 1975-1976  Eros Beraldo
- 1976-1977  Marino Bergamasco (1ª-?ª)
 Antonio Pin (?ª-38ª)
- 1977-1978  Romano Mattè (precamp.)
 Flavio Foscarini e  Tiziano Longhin (D.T.) (1ª-17ª)
 Gino Pivatelli (18ª-38ª)
- 1978-1979  Gino Pivatelli (1ª-?ª)
 Elvio Matè (?ª-?ª)
 Gino Pivatelli (?ª-34ª)
- 1979-1980  Guido Mammi
- 1980-1981  Guido Mammi (1ª-7ª)
 Mario Caciagli (8ª-34ª)
- 1981-1982  Mario Caciagli
- 1982-1983  Bruno Giorgi
- 1983-1984  Giorgio Sereni (1ª-12ª)
 Aldo Agroppi (13ª-22ª)
 Gennaro Rambone (23ª-38ª)
- 1984-1985  Gennaro Rambone (1ª-8ª)
 Gianni Di Marzio (9ª-38ª)
- 1985-1986  Marino Perani (1ª-23ª)
 Guido Mammi (24ª-34ª)
- 1986-1989  Adriano Buffoni
- 1989-1990  Enzo Ferrari (1ª-14ª)
 Mario Colautti (15ª-38ª)
- 1990-1991  Mario Colautti
- 1991-1992  Bruno Mazzia (1ª-31ª)
 Franco Pezzato e  Mauro Sandreani (32ª-38ª)
- 1992-1996  Mauro Sandreani
- 1996-1997  Giuseppe Materazzi (1ª-25ª)
 Adriano Fedele (26ª-38ª)
- 1997-1998  Giuseppe Pillon (1ª-18ª)
 Mario Colautti (19ª-38ª)
- 1998-1999  Adriano Fedele
- 1999-2000  Paolo Beruatto
- 2000-2001  Franco Varrella
- 2001-2002  Franco Varrella (1ª-10ª)
 Pierluigi Frosio (11ª-34ª)
- 2002-2003  Pierluigi Frosio
- 2003-2004  Ezio Glerean (1ª-22ª)
 Renzo Ulivieri (23ª-34ª)
- 2004-2005  Renzo Ulivieri
- 2005-2006  Maurizio Pellegrino
- 2006-2007  Maurizio Pellegrino (1ª-16ª)
 Andrea Mandorlini (17ª-34ª)
- 2007-2008  Ezio Rossi (1ª-27ª)
 Carlo Sabatini (28ª-34ª)
- 2008-2009  Carlo Sabatini (1ª-21ª)
 Attilio Tesser (22ª-26ª)
 Carlo Sabatini (27ª-34ª e play-off)
- 2009-2010  Carlo Sabatini (1ª-24ª)
 Nello Di Costanzo (25ª-34ª)
 Carlo Sabatini (35ª-42ª e play-out)
- 2010-2011  Alessandro Calori (1ª-31ª)
 Alessandro Dal Canto (32ª-42ª e play-off)
- 2011-2012  Alessandro Dal Canto
- 2012-2013  Fulvio Pea (1ª-19ª)
 Franco Colomba (20ª-32ª)
 Fulvio Pea (33ª-42ª)
- 2013-2014  Dario Marcolin (1ª-7ª)
 Bortolo Mutti (8ª-23ª)
 Michele Serena (24ª-42ª)
- 2014-2015  Carmine Parlato
- 2015-2016  Carmine Parlato (1ª-13ª)
 Giuseppe Pillon (14ª-34ª)
- 2016-2017  Oscar Brevi
- 2017-2018  Pierpaolo Bisoli
- 2018-2019  Pierpaolo Bisoli (1ª-11ª)
 Claudio Foscarini (12ª-18ª)
 Pierpaolo Bisoli (19ª-29ª)
 Matteo Centurioni (30ª-34ª)
- 2019-2020  Salvatore Sullo (1ª-22ª)
 Andrea Mandorlini (23ª-26ª e play-off)
- 2020-2021  Andrea Mandorlini
- 2021-2022  Massimo Pavanel (1ª-28ª)
 Raffaele Longo (22ª)
 Massimo Oddo (29ª-38ª e play-off)
- 2022-2023  Bruno Caneo (1ª-18ª)
 Vincenzo Torrente (19ª-38ª e play-off)
- 2023-2024  Vincenzo Torrente (1ª-35ª)
 Massimo Oddo (36ª-38ª e play-off)
- 2024-  Matteo Andreoletti

- 1910-1911  Giorgio Treves de'Bonfili
- 1912-1913  Gastone Rossi
- 1913  Giuseppe Valenzini
- 1914-1919  Eugenio Vianello
- 1919-1921  Raimondo Flores
- 1921-1923  Michele Maluta
- 1923-1925  Carlo Carli
- 1925-1927  Giovanni Mingatti
- 1927-1928  Augusto Calore
- 1928-1929  Silvio Barbieri
- 1929-1930  Federico Bevilacqua
- 1930-1931  Lodovico Szathvary
- 1931-1934  Ferruccio Hellmann
- 1934-1935  Giovanni Mazzucato
- 1935-1936  Pietro Colombati
- 1936-1937  Guelfo Ferrari
- 1937-1940  Bruno Pollazzi
- 1940-1943  Erminio Santiello
- 1943-1945  Francesco Camilotti
- 1945-1946  Giovanni Mazzucato
- 1946-1952  Valentino Cesarin
- 1952-1963  Bruno Pollazzi
- 1963-1967  Gino Vescovi
- 1967-1971  Giovanni Lovato
- 1971-1975  Marino Boldrin
- 1975-1977  Giancarlo Dalla Grana
- 1977-1979  Giambattista Pastorello
- 1979-1985  Ivo Antonino Pilotto
- 1985-1986  Nicolò Voltan
- 1986-1994  Marino Puggina
- 1994-1996  Sergio Giordani -  Marino Puggina (Onorario)
- 1996-2000  Cesare Viganò
- 2000-2004  Alberto Mazzocco
- 2004-2013  Marcello Cestaro
- 2013-2014  Diego Penocchio[127]
- 2014-2017  Giuseppe Bergamin
- 2017-2019  Roberto Bonetto
- 2019-2022  Daniele Boscolo Meneguolo
- 2022-2023  Alessandra Bianchi
- 2023-oggi  Francesco Peghin

## Palmarès

La Coppa Italia Semiprofessionisti vinta dal Padova nella stagione 1979-1980

### Competizioni giovanili
- Campionato Primavera: 1

1965-1966 (Serie B)

La squadra Juniores del Padova campione d'Italia 1960-1961

La squadra Giovanissimi del Padova campione d'Italia 1989-1990

- Campionato nazionale Dante Berretti: 2

1972-1973, 1974-1975
- Campionato De Martino: 1

1965-1966
- Campionato Juniores Nazionali: 1

1960-1961
- Campionato Giovanissimi Nazionali: 1

1989-1990
- Campionato Nazionale Under-15: 1

2017-2018 (Serie C)

### Altre competizioni
- Campionato italiano di Serie B: 1

1947-1948 (girone B)
- Coppa Italia Serie C: 2

1979-1980, 2021-2022
- Supercoppa Serie C: 1

2018
- Campionato italiano Serie C: 3

1936-1937 (girone A), 2017-2018 (girone B), 2024-2025 (girone A)
- Campionato italiano Serie C2: 2

1980-1981 (girone B), 2000-2001 (girone A)
- Campionato italiano Serie D: 1

2014-2015 (girone C)
- Prima Categoria: 2

Campione Veneto: 1919-1920, 1920-1921 (girone B)

## Statistiche e record

### Partecipazione ai campionati
| Livello | Categoria             | Partecipazioni | Debutto   | Ultima stagione | Totale |
| ------- | --------------------- | -------------- | --------- | --------------- | ------ |
| 1º      | Prima Categoria       | 2              | 1919-1920 | 1920-1921       | 26     |
| 1º      | Prima Divisione       | 5              | 1921-1922 | 1925-1926       | 26     |
| 1º      | Divisione Nazionale   | 3              | 1926-1927 | 1928-1929       | 26     |
| 1º      | Serie A               | 16             | 1929-1930 | 1995-1996       | 26     |
| 2º      | Serie B               | 39             | 1930-1931 | 2025-2026       | 40     |
| 2º      | Serie B-C Alta Italia | 1              | 1945-1946 | 1945-1946       | 40     |
| 3º      | Serie C               | 19             | 1935-1936 | 2024-2025       | 33     |
| 3º      | Serie C1              | 14             | 1978-1979 | 2008-2009       | 33     |
| 4º      | Serie C2              | 4              | 1979-1980 | 2000-2001       | 5      |
| 4º      | Serie D               | 1              | 2014-2015 | 2014-2015       | 5      |

Il Padova ha partecipato a 104 campionati nazionali della FIGC a partire dal debutto dopo la conclusione della prima guerra mondiale. In precedenza ha disputato sei tornei del Comitato Regionale Veneto.

### Statistiche di squadra

Aurelio Scagnellato, 364 presenze complessive in maglia biancoscudata.

Di seguito le statistiche e i principali record relativi ai campionati di Serie A disputati dai patavini:
- Vittoria interna più larga: Padova-Pro Patria 7-0 (1929-1930)
- Vittoria esterna più larga: Venezia-Padova 0-8 (1949-1950)
- Sconfitta interna più pesante: Padova-Juventus 0-5 (1995-1996)
- Sconfitta esterna più pesante: Genoa-Padova 8-0, Roma-Padova 8-0 (1929-1930), Triestina-Padova 9-1 (1948-1949)
- Maggior numero di vittorie in un Campionato: 16 (1957-1958)
- Maggior numero di vittorie consecutive: 4 (1929-1930, 1957-1958, 1959-1960)
- Maggior numero di gare utili consecutive: 11 (1957-1958)
- Minor numero di sconfitte: 8 (1957-1958)
- Maggior numero di pareggi: 16 (1957-1958)
- Minor numero di vittorie: 7 (1961-1962, 1995-1996)
- Maggior numero di sconfitte: 24 (1995-1996)
- Maggior numero di sconfitte consecutive: 11 (1995-1996)
- Minor numero di gol segnati: 29 (1961-1962)
- Maggior numero di gol subiti: 78 (1929-1930)
- Minor numero di gol subiti: 39 (1956-1957)
- Il Padova detiene il record della vittoria in trasferta più larga nella storia della Serie A, appunto in Venezia-Padova 0-8,[128]

Inoltre, il Padove detiene il record per il maggior numero di punti assoluti di sempre nel campionato di Serie C, con la formula a 3 gironi, al termine del girone di andata: 51 (2024-2025), a pari merito con il record della stagione 2022-2023 del Catanzaro.

### Statistiche individuali
| Record di presenze - 364 Aurelio Scagnellato - 295 Pietro Sforzin - 280 Emilio Da Re - 270 Gastone Zanon - 265 Damiano Longhi - 261 Celestino Celio - 241 Cristiano Cervato - 240 Giorgio Barbolini - 238 Ferdinando Ruffini - 230 Elvio Matè | Record di reti - 86 Giovanni Vecchina - 58 Giovanni Monti - 54 Antonio Busini - 53 Franco Pezzato - 50 Sergio Brighenti - 50 Giuseppe Galderisi - 49 Gastone Prendato - 44 Gino Cappello - 42 Italo Carminati - 42 Giancarlo Vitali |

## Tifoseria

### Storia
Il primo club ufficiale al seguito del Padova, "La Rumorosa", nacque nel 1930 presso il bar Missaglia, in centro città. Al 1979 risale invece la fondazione del primo gruppo di ultras, il "Magico Padova", per opera di Francesco Zambolin (a tutti i tifosi padovani noto come "Sivori"). Tale club, nel frattempo progressivamente strutturatosi, nel 1981 venne ribattezzato i "Leoni della Nord". In seguito vennero fondati gli "ACP 1910 - Ultras Padova", la "Juventude PD" ed il "Fronte Opposto", questi ultimi schierati politicamente ad estrema destra.
In passato sono esistiti molti altri gruppi, tra i quali lo storico gruppo degli "HAG - Hell's Angels Ghetto", che per vari motivi oggi non esistono più o si sono fusi dando vita ad altri gruppi.
Il Padova ha potuto vantare al seguito un gruppo composto esclusivamente da militanti donne, le "Galline Padovane".

### Gemellaggi e rivalità

Il gruppo ultras Hell's Angels Ghetto.

I primi esempi di amicizia si hanno tra il 1977 e il 1979 con il Vicenza, all'epoca militante in Serie A: alcuni supporter del Padova (non ancora però effettivamente legati a qualche gruppo organizzato) erano soliti recarsi allo stadio Romeo Menti per assistere alle partite della massima serie in compagnia dei tifosi del Lanerossi, con i quali avevano instaurato dei buoni rapporti. Tuttavia il 6 maggio 1979, in occasione della sfida che opponeva i padroni di casa Berici alla Juventus, alcuni sostenitori patavini si unirono in curva ospiti al tifo bianconero; i tifosi vicentini, per ripicca, la stagione successiva si presentarono allo stadio Silvio Appiani a fianco dei supporter del Venezia, sicché da qui in avanti l'amicizia si trasformò in un'aspra rivalità che, nel corso degli anni, vide anche reciproci furti di striscioni.
Il 17 gennaio 1982 nacque il sodalizio tra i "Leoni della Nord" e i tifosi del Modena. Questo rapporto, tuttavia, non resistette a lungo, poiché nel 1984 il Padova si gemellò con il Bologna, acerrimo rivale dei canarini. In risposta i modenesi si schierarono con i veneziani.
In quegli stessi anni poi, alcuni ultras biancoscudati si recarono varie volte allo stadio Marcantonio Bentegodi di Verona per assistere alle partite di Serie A dell'Hellas. Ne nacque presto un'amicizia (tuttavia mai trasformatasi in gemellaggio ufficiale) favorita dall'odio sportivo verso la squadra vicentina e anche dal comune sentire politico di molti esponenti delle due curve, vicino a posizioni di estrema destra. Il 31 dicembre 1984 tuttavia, in seguito ad un'amichevole giocatasi all'Appiani che vide i biancoscudati prevalere sugli scaligeri per 5-0, scoppiò una grossa rissa tra le due tifoserie, originata dai cori di scherno rivolti dai supporters biancoscudati ai tifosi veronesi.

Ultras del Calcio Padova allo stadio Silvio Appiani.

Nel 1984, in nome della comune rivalità con il Lanerossi, i tifosi del Padova si gemellarono con la tifoseria del Bologna. Sul finire degli anni 1980, però, in entrambe le curve avvenne un notevole cambio generazionale. Per questi motivi l'amicizia iniziò a scricchiolare sempre di più sino alla stagione 1991-1992, quando il sodalizio di comune accordo non venne più rinnovato.
I tifosi del Palermo sono gli unici gemellati con quelli del Padova; questo gemellaggio nasce nella stagione 1983-1984 ed ha resistito a tutti i ricambi generazionali delle due tifoserie.
Tutto nacque nei primi anni 1980, quando cinque tifosi della curva nord dell'Appiani si recarono in vacanza al mare, in Sicilia, dove conobbero alcuni ultras della squadra rosanero, membri dei "Commandos Aquile". Memori di questo incontro estivo, in occasione di Padova-Palermo il 20 novembre 1983, le due tifoserie strinsero un'amicizia che venne “ripescata” dai giovani di Piazza Cavour nella stagione 1991-1992, quando le due squadre tornarono ad affrontarsi dopo sette stagioni, durante le quali il rapporto si era un po' affievolito. In quell'anno però, complice il ritorno del Palermo in Serie B, i tifosi biancoscudati ricominciarono a coltivare l'amicizia con i rosanero, accomunati dalle medesime posizioni politiche: l'8 dicembre 1991 nasce dunque ufficialmente il secondo e vero gemellaggio della storia patavina.
Altri rapporti di amicizia non ufficiali ci sono poi con le tifoserie della Torres, del Varese e del Piacenza. In passato ha avuto rapporti di amicizia con le tifoserie della Civitanovese, negli anni 1970, e del Campobasso, negli anni 1980.

## Organico

### Rosa 2025-2026
Rosa aggiornata al 19 agosto 2025.
| N. |                      | Ruolo | Calciatore                  |
| -- | -------------------- | ----- | --------------------------- |
| 3  | Italia (bandiera)    | D     | Antonio Barreca             |
| 4  | Italia (bandiera)    | D     | Francesco Belli             |
| 5  | Italia (bandiera)    | D     | Marco Perrotta              |
| 6  | Italia (bandiera)    | C     | Lorenzo Crisetig (capitano) |
| 7  | Ecuador (bandiera)   | C     | Kevin Varas                 |
| 8  | Italia (bandiera)    | C     | Pietro Fusi                 |
| 9  | Italia (bandiera)    | A     | Alberto Spagnoli            |
| 10 | Argentina (bandiera) | C     | Alejandro Gómez             |
| 11 | Italia (bandiera)    | A     | Alessandro Seghetti         |
| 12 | Italia (bandiera)    | P     | Michele Voltan              |
| 13 | Italia (bandiera)    | D     | Alessandro Boi              |
| 14 | Italia (bandiera)    | P     | Mattia Fortin               |
| 17 | Italia (bandiera)    | C     | Alessandro Capelli          |
| 18 | Italia (bandiera)    | D     | Paolo Ghiglione             |
| 19 | Italia (bandiera)    | A     | Nicola Valente              |
| 20 | Italia (bandiera)    | A     | Mattia Bortolussi           |
| 21 | Italia (bandiera)    | C     | Jacopo Bacci                |

| N. |                       | Ruolo | Calciatore            |
| -- | --------------------- | ----- | --------------------- |
| 22 | Italia (bandiera)     | P     | Nicolò Bensi          |
| 23 | Italia (bandiera)     | C     | Luca Di Maggio        |
| 24 | Italia (bandiera)     | C     | Edoardo Caporello     |
| 25 | Italia (bandiera)     | A     | Simone Russini        |
| 30 | Italia (bandiera)     | D     | Giulio Favale         |
| 33 | Italia (bandiera)     | C     | Daniele Baselli       |
| 41 | Brasile (bandiera)    | C     | Jonathan Silva        |
| 44 | Italia (bandiera)     | C     | Jonas Harder          |
| 55 | Italia (bandiera)     | D     | Lorenzo Villa         |
| 58 | Italia (bandiera)     | D     | Christian Pastina     |
| 72 | Italia (bandiera)     | D     | Carlo Faedo           |
| 77 | Italia (bandiera)     | C     | Francesco Tumiatti    |
| 92 | Italia (bandiera)     | A     | Cristian Buonaiuto    |
|    | Portogallo (bandiera) | P     | Louis Mouquet         |
|    | Italia (bandiera)     | D     | Filippo Sgarbi        |
|    | Italia (bandiera)     | P     | Alessandro Sorrentino |

### Staff tecnico
Dal sito web ufficiale della società.
Area tecnica
- Matteo Andreoletti - Allenatore
- Nicola Tarroni - Allenatore in seconda
- Adriano Zancopè - Preparatore dei portieri
- Matteo Zambello - Preparatore atletico
- Andrea Molteni - Preparatore atletico
- Giovanni Scampini - Preparatore atletico
- Luca Di Lauri - Collaboratore tecnico
- Francesco Perrone - Match Analyst
- Rudy Ravaioli - Team manager
- Andrea Bonfanti - Team manager
- Rosario Ferrigno - Dirigente Accompagnatore

Area sanitaria
- Luigi Munari - Responsabile sanitario
- Alberto Rigon - Medico
- Renzo Scaggiante - Medico
- Marco Giulio Cosaro - Fisioterapista
- Paolo Garolla - Fisioterapista
- Felice Zuin - Fisioterapista

## Attività polisportiva

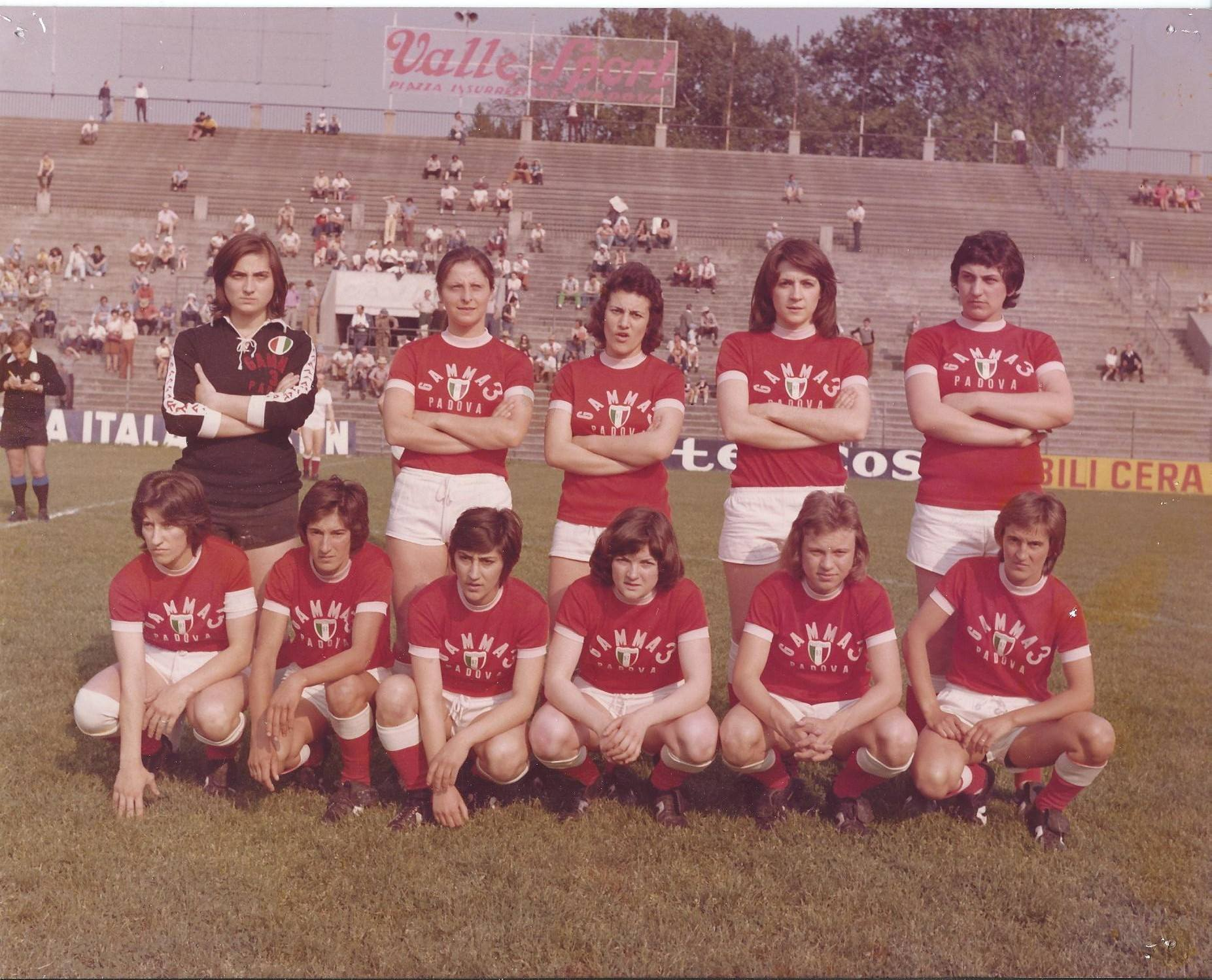
Il Gamma 3 Padova, Campionesse d'Italia con lo Scudetto sul petto

### Rugby
Nel 1930 Ferruccio Hellmann, presidente dell'Associazione Calcio Padova, cambia denominazione sociale in Associazione Fascista Calcio Padova. Proprio in questo periodo, il Padova divenne una società polisportiva, con squadre iscritte ai campionati nazionali di calcio, rugby a 15 e atletica. Allenatore della sezione rugby fu Renzo Maffioli mentre il responsabile della sezione fu Alessandro Pacchioni. La formazione di rugby vince la Coppa Federale nel 1933. Nella stagione 1933-1934 milita in massima serie. Con l'abbandono di Hellmann, la sezione rugby del Calcio Padova tramonta definitivamente nel 1935 dopo una seconda stagione in massima serie chiusa mestamente a 0 punti.

### Calcio femminile
Negli anni settanta ed ottante venne fondata la Gamma 3 Padova divenuta poi Unione Calcio Femminile Padova che nei suoi primi due anni di storia ha visto la vittoria di due Campionati Italiani nel 1972 e nel 1973 e la vittoria della Coppa Italia nel 1974. Nel 1976 cambia la denominazione in Associazione Calcio Femmnile Padova e dopo un anno di inattività, nel 1980 cede la propria attività iscrivendosi poi nel 1982 alla Serie C Triveneto dopo essersi affiliate al G.S. Castagnara. Nel 1984 vince il campionato e l'anno successivo bissa il successo vincendo anche la Serie B. Nel 1989 cessa definitivamente l'attività.
Successivamente, nell'estate del 2015 viene ufficializzata la nascita del Calcio Padova Femminile, grazie alla collaborazione con lo Ženský-Padova Femminile.

### Calcio a 5
Il 3 giugno 2015 viene annunciata la collaborazione tra il Calcio Padova e la S.S.D Vertigo nell'ambito del calcio a 5 e vedendo la nascita della S.S.D. Calcio Padova C5. Successivamente nasce anche il Calcio Padova C5 Femminile. Il 4 luglio 2024 viene comunicata la nascita di un progetto femminile con oltre settanta atlete coinvolte incluso il settore giovanile.